# Панас Буйний
Панас Буйний (справжнє ім'я — Іван Прокудін, нар. 07 липня 1995, Житомир, Житомирська область) — український співак комедійного жанру, музикант.

## Життєпис
Народився Панас Буйний 7 липня 1995 року у місті Житомир, згодом родина артиста переїхала у Винники.
Батько - Олег Анатолійович Прокудін, будівельник , архітектор.
Мати- Іванна Миколаївна Прокудіна, медсестра
У 2001 році вступив до Винниківської СЗШ 29, паралельно батьки віддали сина в місцеву музичну школу на скрипку. 
Першим викладачем по скрипці була Притула Галина Василівна, яка відкрила для Панаса світ музики.
У юному віці, гастролював з струнним ансамбем, співав в шкільному хорі, та згодом почав вчитись грі на барабанах та бас-гітарі. 
Першим викладачем барабанів був Іванишин Богдан Дмитрович, саме він посприяв щоб Панас продовжував свою музичну карʼєру в вищому навчальному закладі а саме в муз. училищі.
2011 рік Панас поступає в Львівське державне музичне училище ім.  С. П. Людкевича на відділ музичного мистецтва естради по класу ударні іструменти, у 2015 році закінчує училище з червоним дипломом. Грає на музичних інструментах, серед них: ударні, сопілка, фортепіано, гітара, бас-гітара, скрипка.
Згодом вступає до Львівського Національного університету ім. І.Франка на відділ музичне мистецтво 
по класу хорове диригування та вокал. Здобуває ступін магістра. 

## Освіта
- 2011-2015 - ЛДМУ ім С.П.Людкевича
- 2015-2021 - ЛНУ ім. І. Франка

## Творчість
Під час карантину 2019 року створює проект Панас Буйний разом із 
відомим звукорежисером, саундпродюсером Богданом Нестором. Проект стає успішним завдяки синглам "Поцьомай" та "Щастя здоровʼя многа літа".
Перший публічний виступ відбувся у Вінниці на концерті співачки Ольги Полякової  у 2021 році.
Від початку повномасштабного вторгнення Росії у 2022 році дав низку благодійних концертів на підтримку ЗСУ. 
У 2023 році артист презентував та відіграв перший сольний концерт у Львові.

## Сингли
| Назва                        | Автор музики                  | Автор тексту                  | Рік  |
| ---------------------------- | ----------------------------- | ----------------------------- | ---- |
| Віртуальна любов             | Богдан Нестор & Іван Прокудін | Богдан Нестор & Іван Прокудін | 2020 |
| Сусідка                      | Богдан Нестор & Іван Прокудін | Богдан Нестор & Іван Прокудін | 2020 |
| Поцьомай                     | Богдан Нестор & Іван Прокудін | Богдан Нестор & Іван Прокудін | 2021 |
| Щастя, здоров'я, многая літа | Богдан Нестор & Іван Прокудін | Богдан Нестор & Іван Прокудін | 2021 |
| Вишенька-черешенька          | Богдан Нестор & Іван Прокудін | Богдан Нестор & Іван Прокудін | 2021 |
| Оба-на                       | Богдан Нестор & Іван Прокудін | Богдан Нестор & Іван Прокудін | 2022 |
| Горнятко капучіно            | Богдан Нестор & Іван Прокудін | Богдан Нестор & Іван Прокудін | 2022 |
| Тьоща                        | Богдан Нестор & Іван Прокудін | Богдан Нестор & Іван Прокудін | 2023 |

## Музичні відео
| Рік  | Назва кліпу                  | Режисер              | Оператор             |
| ---- | ---------------------------- | -------------------- | -------------------- |
| 2020 | Сусідка                      | Олександр Кулик      | Назар Воробець       |
| 2021 | Щастя, здоров'я, многая літа | Олександр Кулик      | Назар Воробець       |
| 2021 | Вишенька-черешенька          | Мар'яна Солодовченко | Мар'яна Солодовченко |
| 2022 | Горнятко капучіно            | Володимир Шурубура   | Володимир Шурубура   |
| 2023 | Тьоща                        | Назар Гловяк         | Назар Гловяк         |